# Peggy Bahr
Peggy Bahr (nacida como Peggy Hardwiger, Berlín Oriental, 15 de noviembre de 1967) es una deportista alemana que compitió para la RDA en vela en la clase 470.
Ganó dos medallas en el Campeonato Mundial de 470, plata en 1990 y bronce en 1994, y tres medallas en el Campeonato Europeo de 470 entre los años 1988 y 1996. Participó en los Juegos Olímpicos de Barcelona 1992, ocupando el octavo lugar en la clase 470.

## Palmarés internacional
| \| Representando a la RDA \| \| \| \| \| Campeonato Mundial \| \| \| \| \| Año \| Lugar \| Medalla \| Clase \| \| 1990 \| Medemblik (Países Bajos) \| Medalla de plata \| 470 \| \| Campeonato Europeo \| \| \| \| \| Año \| Lugar \| Medalla \| Clase \| \| 1988 \| Quiberon (Francia) \| Medalla de bronce \| 470 \| \| 1989 \| Balatonfüred (Hungría) \| Medalla de oro \| 470 \| \| Representando a Alemania \| \| \| \| \| Campeonato Mundial \| \| \| \| \| Año \| Lugar \| Medalla \| Clase \| \| 1994 \| Helsinki (Finlandia) \| Medalla de bronce \| 470 \| \| Campeonato Europeo \| \| \| \| \| Año \| Lugar \| Medalla \| Clase \| \| 1996 \| Isla Haying (Reino Unido) \| Medalla de bronce \| 470 \| |                           |                   |       |
| Representando a la RDA |                           |                   |       |
| Campeonato Mundial |                           |                   |       |
| Año | Lugar                     | Medalla           | Clase |
| 1990 | Medemblik (Países Bajos)  | Medalla de plata  | 470   |
| Campeonato Europeo |                           |                   |       |
| Año | Lugar                     | Medalla           | Clase |
| 1988 | Quiberon (Francia)        | Medalla de bronce | 470   |
| 1989 | Balatonfüred (Hungría)    | Medalla de oro    | 470   |
| Representando a Alemania |                           |                   |       |
| Campeonato Mundial |                           |                   |       |
| Año | Lugar                     | Medalla           | Clase |
| 1994 | Helsinki (Finlandia)      | Medalla de bronce | 470   |
| Campeonato Europeo |                           |                   |       |
| Año | Lugar                     | Medalla           | Clase |
| 1996 | Isla Haying (Reino Unido) | Medalla de bronce | 470   |